# Bruna Aiiso
Bruna Oliveira Aiiso (São Paulo, 16 de outubro de 1986) é uma atriz e jornalista brasileira.

## Carreira
Com ascendência japonesa, sua carreira artística começou no teatro, onde atuou de 2006 a 2008 e se destacou em três espetáculos: "Mulheres de Família", escrita e dirigida por Zedú Neves; "Perfídia" escrita por Azis Banis e dirigida por Tom Dupin; e "A  Hora da Estrela" de Clarice Lispector, cujo destaque foi por sua personagem "Macabéa".
O trabalho de Bruna na TV começou em 2010, como repórter do programa Globo Esporte de São Paulo, apresentado na época por Tiago Leifert, que a selecionou dentre várias candidatas em uma entrevista de emprego, mesmo sendo sua primeira experiência na área. Ela se interessou tanto pela função que em 2012 decide fazer um curso no SENAC-SP, tendo aulas para ser apresentadora de telejornais e programas jornalísticos.
Após esse período de estudo, Bruna utilizou a experiência adquirida para ingressar no mercado corporativo, obtendo reconhecimento como mestre de cerimônias.
Outros projetos audiovisuais que Bruna está envolvida são: uma participação na série steampunk “A Todo Vapor”, premiada no “Rio WebFest” e no "Global Film Festival Awards Los Angeles 2018"; e na web-série  “M0ther Box”, que em breve será postada no YouTube; e a produção do documentário "A Fera de Os", sobre o boxeador Miguel de Oliveira, campeão mundial em 1975.
Em 2019, estreou nas novelas em Bom Sucesso, da TV Globo, interpretando Toshi Noshimura, uma tradutora japonesa que vem ao Brasil trabalhar na editora de Alberto, personagem de Antônio Fagundes. Além disso, ela vive um romance com Leo, personagem vivido por Antônio Carlos.

## Filmografia

### Televisão
| Ano     | Título         | Personagem                  | Nota                        |
| ------- | -------------- | --------------------------- | --------------------------- |
| 2010    | Globo Esporte  | Repórter                    |                             |
| 2019—20 | Bom Sucesso    | Toshi Noshimura             |                             |
| 2020    | A Todo Vapor   | Nioko Takeda                |                             |
| 2023—24 | Terra e Paixão | Drª. Laura Corrêa (Laurita) |                             |
| 2024    | Família É Tudo | Drª. Pilar Cabral           | Episódios: "20-27 de julho" |
| 2025    | Vale Tudo      | Suzana                      |                             |

### Cinema
| Ano  | Título | Personagem           |
| ---- | ------ | -------------------- |
| 2020 | Ménage | Mulher do Veiga      |
| 2024 | Silvio | Delegada Civil Laura |

### Internet
| Ano  | Título    | Personagem |
| ---- | --------- | ---------- |
| 2020 | m0therb0x | Ryoko      |

## Teatro
| Ano  | Título              | Personagem |
| ---- | ------------------- | ---------- |
| 2006 | A Hora da Estrela   | Macabéa    |
| 2007 | Mulheres de Família |            |
| 2008 | Perfídia            | Perfídia   |